# 撒哈拉沙漠馬拉松
撒哈拉沙漠馬拉松（英語：Marathon des Sables，簡稱MDS）是一個於摩洛哥撒哈拉沙漠舉行的超級馬拉松賽事，共7日，總距離大約250公里，即6次傳統馬拉松的距離，每年舉辦一次（通常為4月）。参赛者須携带装备徒步穿越位于摩洛哥境内环境恶劣的撒哈拉沙漠、山丘和干涸的河谷等区域。

## 簡介
撒哈拉沙漠馬拉松每年於摩洛哥南部的撒哈拉沙漠舉辦，被視為地球上以雙腳參與的最艱苦賽事。首屆賽事於1986年舉辦，此賽事創辦人是一位名叫帕特里克·博埃的法国摄影师。1984年，28岁的他从尼日利亚边境的塔曼拉塞特出发，在荒漠中徒步行走了12天，最后到达阿尔及利亚的城市英格桑，全程350公里，两年后他创办了摩洛哥沙漠马拉松。
賽事共分為七個階段，起點和終點設於瓦爾扎扎特，在沙漠生活7日6夜。首3天為短途賽（大約40km），第4至5天為長途賽（大約80-90km），第6天以一個標準馬拉松距離作為計時階段的完結；最後一天是公益賽（團結賽），距離大約為10km，不會列入成績，主要是讓各地參賽者可以相互合作，一起步行到終點。
來自日本埼玉縣的73歲婆婆飯田德子，於2009年及2010年參加撒哈拉沙漠馬拉松，連續兩年完成賽程，成為日本首名完成這項比賽的最高齡人士。

### HMDS
為了使更多人士體驗沙漠馬拉松生活，撒哈利沙漠馬拉松主辦單位於2017年於西班牙舉辦首度HMDS賽事，每次比賽地點不同，距離為撒哈拉沙漠馬拉松的一半（約120km），需時為4天。

## 規則
參賽者沿途須背負自己的食物、药物、水、睡袋、瑞士刀、打火機、信號鏡、毒蛇解毒劑、鋁箔保暖毯等大會規定必須品，平均背包重量大約10公斤。主辦單位在每次比賽前均詳細檢查參賽者裝備，如不符合裝備要求參加者須於當地購買。而大會每天只會在檢查站和露營點提供大約12公升清水和輕便帳幕予參賽者，違反規定者將會被罰時或取消參賽資格。
每名參加者除繳交報名費外，報名時必須繳交身體檢查表、心電圖、以及「屍體運送費」。如果順利完成賽事，「屍體運送費」就會退還予參賽者。

## 比賽環境
参赛者須面對高温、干旱、流沙、沙塵暴等惡劣環境。撒哈拉沙漠温差极大，晚上的气温只有大約5℃，但白天氣溫會上升至大約40-50℃。烈日和高温让人体水分大量流失，尽管赛事组织者会在赛道旁设供水点，但很多选手没能跑到供水点就因为脱水而倒下了。为了防止选手脱水而死，大会允许选手在比赛中打一至兩次次点滴，但超过两次的选手就将被视为弃权。

## 資料來源
1. ↑  . Time. 2008-04-08  [2010-05-12]. （原始内容存档于2013-04-24）.
2. ↑  73歲婆婆征服撒哈拉馬拉松 （页面存档备份，存于） 太陽報，2010年4月27日
3. ↑  您一生需要经历的一次冒险|HMDS （页面存档备份，存于） 跑步圈，2018年9月7日
4. ↑  第4至5天長途賽大會供應大約22公升清水
5. ↑  僅限露營點

## 外部連結
- 撒哈拉沙漠馬拉松官方網站 （页面存档备份，存于） (English)

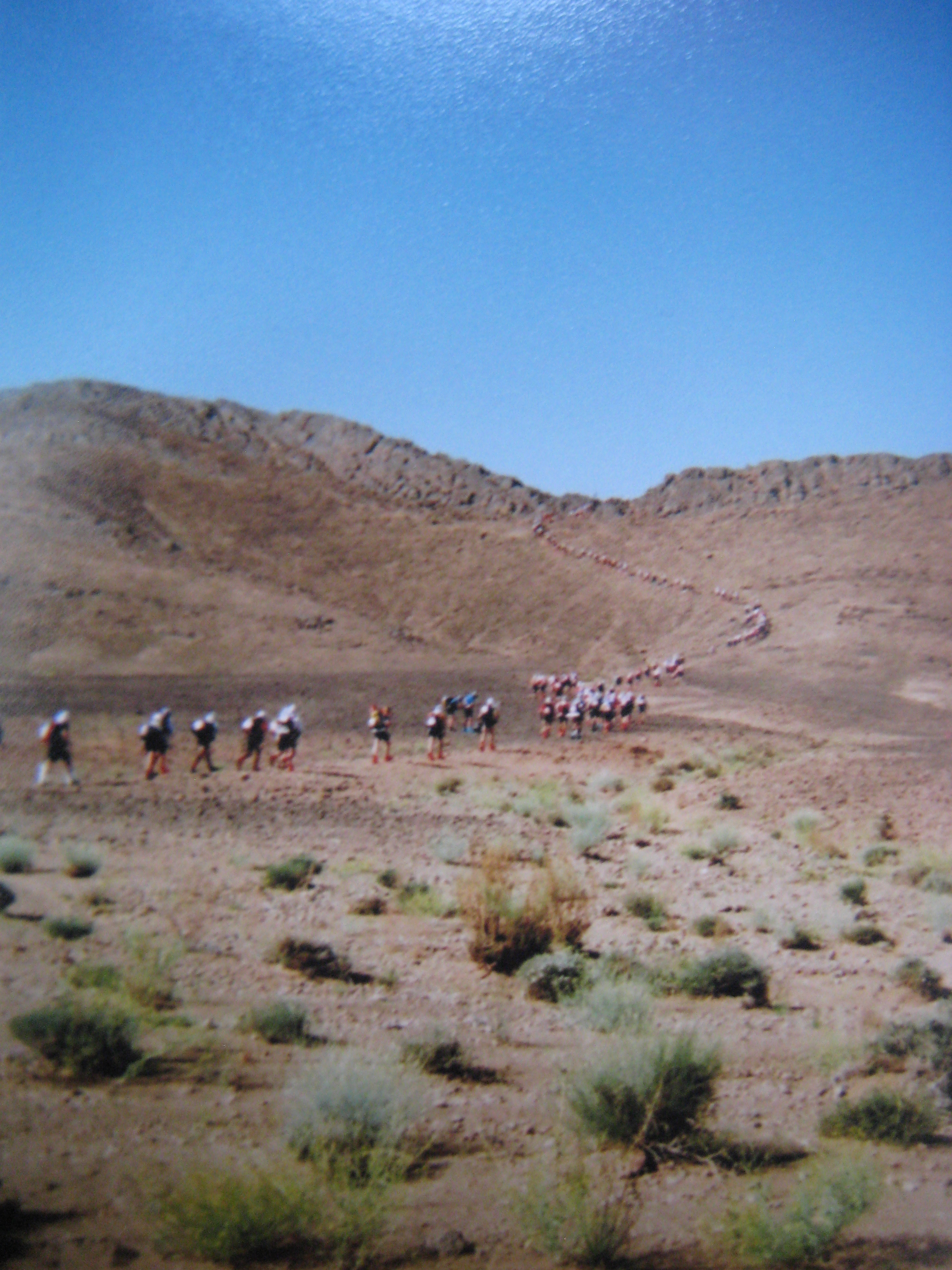
撒哈拉沙漠馬拉松比賽情形

- Pictures of the Marathon des Sables from Rob Plijnaar, competitor in 2008 （页面存档备份，存于）
- Documentary on the 14th Marathon des Sables by Les Guthman